# Ступенчатый узел
Ступенчатый узел — прочный узел, чаще всего применяемый для рыбалки. Позволяет надёжно привязать леску к крючку без ушка, которым рыболовы отдают предпочтение ввиду того, что крючки такого вида обычно — кованые, а значит — прочные.
В нём прослеживаются элементы эшафотного узла, иногда считается усложнённой версией питонового узла. Имеет свойства сильно затягиваться. Надёжно держит на всех видах лески. Не рекомендуется к применению со слишком толстыми лесками.
Иногда им фиксируют рукава пожарных гидрантов в местах крепления к металлическим замкам. Им можно надёжно закрепить предмет вроде молотка на верёвке.

## Техника
1. Ходовой конец складывают параллельно штоку крючка, образуя плоскую петлю.
2. Ходовой конец лески 2-3 раза обводят сверху вниз вокруг штока крючка, также захватывая коренной конец лески.
3. Обмотку кладут ходовым концом вокруг штока и плоской петли.
4. Ходовой конец заводят в плоскую петлю.
5. Узел затягивается[1].

Иногда рыболовы упрощают этот узел, не делая двух первых оборотов вокруг крючка.